# Roberto Santiago
Roberto Santiago (ur. 1968 w Madrycie) – hiszpański pisarz i scenarzysta. Pracował między innymi w TVE. Jego książka, Los Protectores, zdobyła w 2016 nagrodę SM El Barco de Vapor w kategorii literatury młodzieżowej. Był współtwórcą takich filmów jak Hombres felices, Rzut karny oraz Droga do Santiago de Compostela.

## Życiorys
Urodził się w Madrycie. Studiował obraz i dźwięk na Facultad de Ciencias de la Comunicación (Wydziale Nauk Komunikacyjnych) na Uniwersytecie Madryckim oraz twórczość literacką w Escuela de Letras de Madrid. Pracował jako scenarzysta dla TVE, pisząc dialogi i scenariusze do różnych programów w latach 1989 i 1993. Jego pierwsza powieść, El ladrón de mentiras, wygrała nagrodę Barco de Vapor, a jego kolejne dzieło, El último sordo, zdobyło nagrodę Edebé.

## Twórczość w języku polskim

### SeriaNajfutbolniejsi
- Najfutbolniejsi 1. Tajemnica śpiących sędziów (ISBN 978-83-7350-281-9)
- Najfutbolniejsi 2. Tajemnica siedmiu goli samobójczych (ISBN 978-83-7350-315-1)
- Najfutbolniejsi 3. Tajemnica nieziemskiego bramkarza (ISBN 978-83-7350-327-4)
- Najfutbolniejsi 4. Tajemnica sokolego oka (ISBN 978-83-7350-344-1)
- Najfutbolniejsi.5. Tajemnica kradzieży niemożliwej (ISBN 978-83-7350-349-6)
- Najfutbolniejsi 6. Tajemnica nawiedzonego zamku (ISBN 978-83-7350-374-8)
- Najfutbolniejsi.7. Tajemnica niewidzialnego karnego (ISBN 978-83-7350-413-4)
- Najfutbolniejsi.8. Tajemnica cyrku ognia
- Najfutbolniejsi 9. Tajemnica deszczu meteorytów
- Najfutbolniejsi 10. Tajemnica skarbu piratów
- Najfutbolniejsi 11. Tajemnica głupich dowcipów
- Najfutbolniejsi 12. Tajemnica magicznego obelisku
- Najfutbolniejsi 13. Tajemnica zawodnika numer 13
- Najfutbolniejsi 14. Tajemnica burzy piaskowej
- Najfutbolniejsi 15. Tajemnica stu jeden czaszek
- Najfutbolniejsi 16. Tajemnica ostatniego wilkolaka
- Najfutbolniejsi 17. Tajemnica magicznych butów
- Najfutbolniejsi 18. Tajemnica wulkanicznej wyspy
- Najfutbolniejsi 19. Tajemnica czarodziejek futbolu
- Najfutbolniejsi 20. Tajemnica złotej maski

### Inne
- Ana (2018, hiszp. Ana, ISBN 978-83-287-1022-1)